# Péninsule Tchouktche
La péninsule Tchouktche est l'extrémité nord-est de la Russie et du continent asiatique. Son point le plus oriental est le cap Dejnev. La péninsule est bordée par la mer des Tchouktches au nord, la mer de Béring au sud et à l'est (détroit de Béring). La presqu'île fait partie du district autonome de Tchoukotka. La péninsule est traditionnellement le foyer des tribus des peuples autochtones de Sibérie ainsi que de certains colons russes.

## Toponymie
Il existe plusieurs transcriptions en français du nom de la péninsule. On peut ainsi retrouver péninsule de Tchoukotka, péninsule des Tchouktches, péninsule Chukchi, péninsule Chukotski, péninsule Chukotsk voire d'autres graphies approchantes.

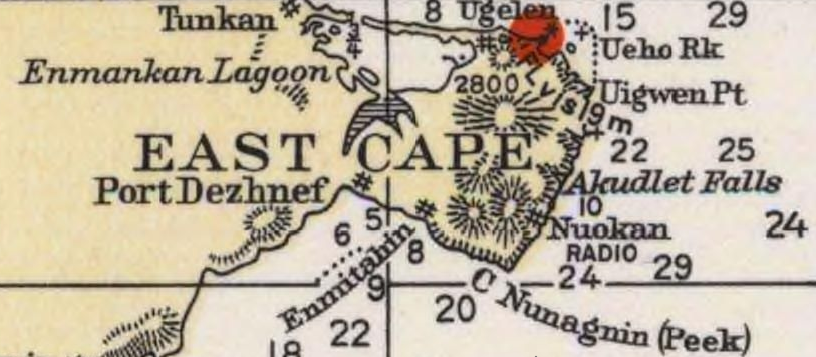
Carte américaine de 1937, détail.
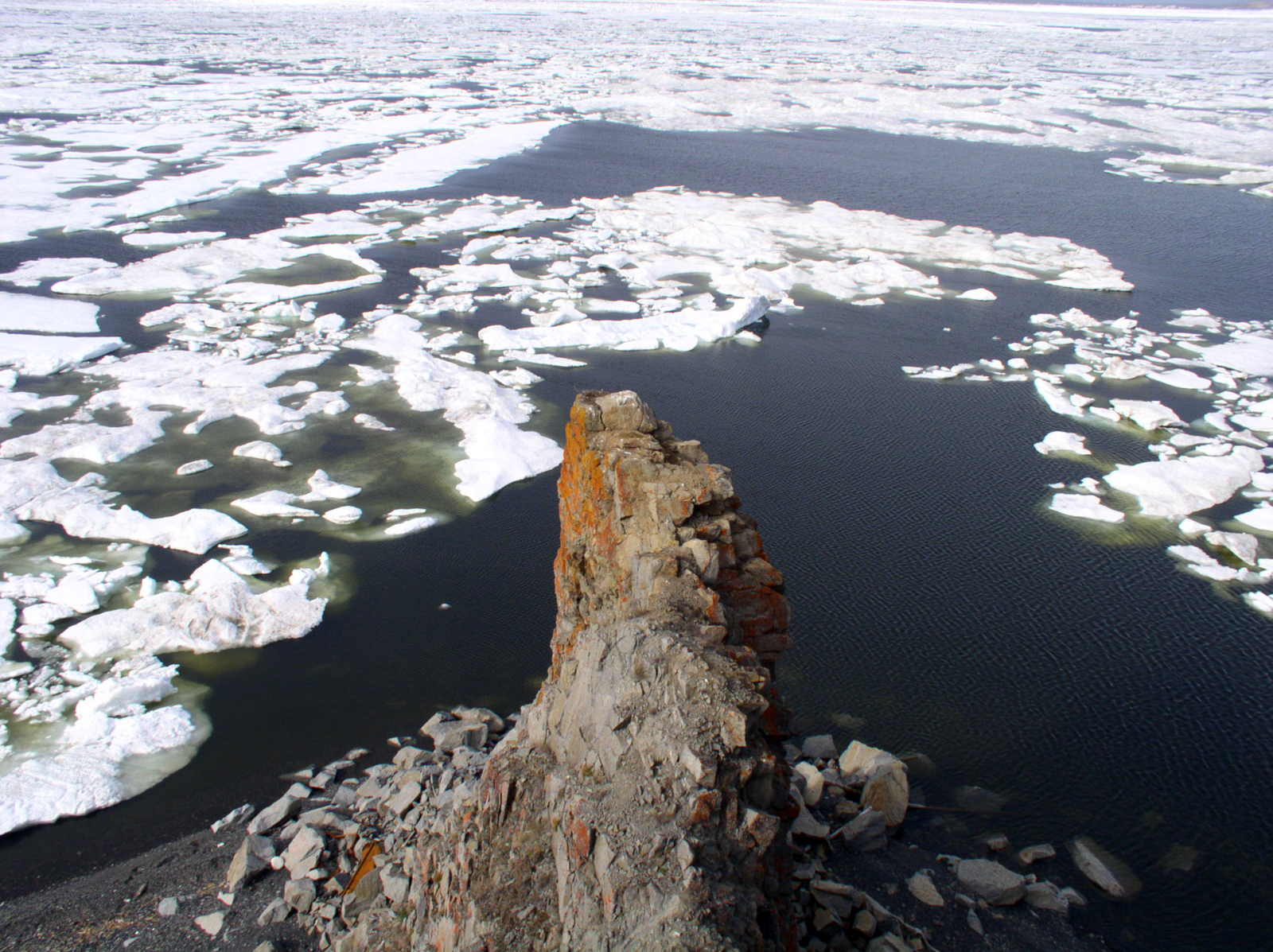
Débâcle sur la péninsule, 2011.

## Géographie
La péninsule est bordée par deux espaces maritimes principaux : la mer des Tchouktches au nord et la mer de Béring à l'est et au sud. La première ne borde que les côtes situées au-delà du cercle polaire. La seconde, la mer de Béring, inclut aussi le détroit de Béring qui baigne principalement les côtes orientales face à celles de la péninsule Seward.
Dans la partie nord, une large baie, la baie Mechigmen, connecte la péninsule à la mer des Tchouktches et au détroit de Béring. Pour la partie sud, ce sont les îles Arakamchechen et Yttygran qui forment cet espace intermédiaire entre le continent et les eaux du détroit et de la mer de Béring. Entre les côtes de la péninsule et les îles Arakamchechen et Yttygran se trouve le détroit Seniavine.

## Faune

### Faune marine
Les eaux bordant la péninsule sont peuplées d'une faune marine typique des régions arctiques. Différentes espèces de baleines migrent et vivent dans cette aire maritime,. Les zones côtières sont peuplées de colonies de phoques.

## Économie
La route maritime du Nord (anciennement passage du Nord-Est) longe la côte nord de la péninsule pour atteindre le détroit de Béring. Les industries de la péninsule sont l'exploitation minière (étain, plomb, zinc, or et charbon), la chasse et le piégeage, l'élevage de rennes et la pêche.